# Gustav von Bodenhausen

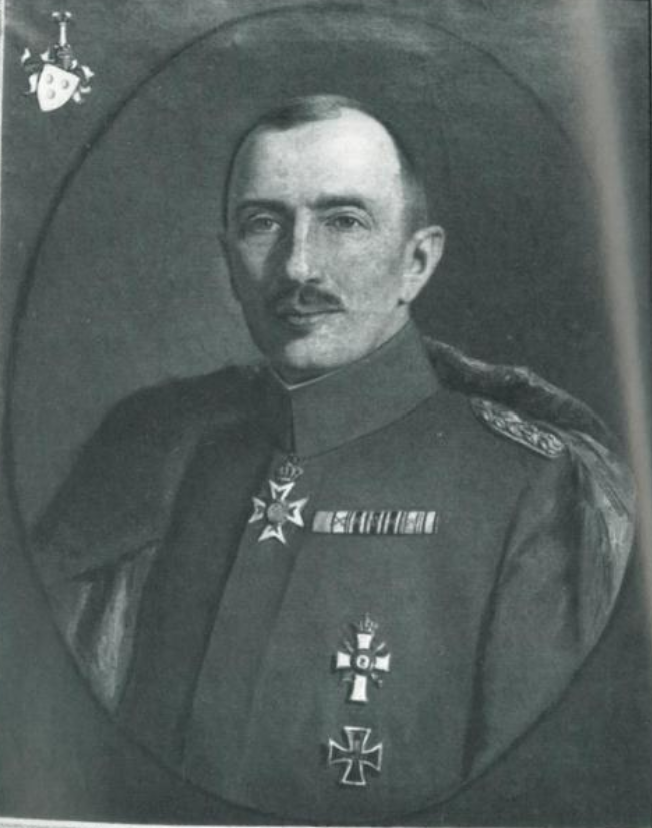
Gustav von Bodenhausen

Gustav Thilo Rudolf Julius Arthur Wilke Freiherr von Bodenhausen (* 7. September 1865 in Reckershausen; † 1931 in Niedergandern) war ein sächsischer Brigadekommandeur im Ersten Weltkrieg.

## Leben

### Herkunft
Gustav von Bodenhausen entstammte dem Ast Arnstein der I. Linie des niedersächsischen Adelsgeschlechts derer von Bodenhausen. Er war ein Sohn des Arthur Freiherr von Bodenhausen (* 1827), kurfürstlich-hessischer Kammerherr, Herr auf Arnstein, Wüstung, Bodenhausen, Niedergandern und Reckershausen, sowie dessen Ehefrau Augusta von Loßberg (* 1837), eine Tochter des kurhessischen Generalleutnants Bernhard von Loßberg. Zu seinen Geschwistern zählen drei Brüder und zwei Schwestern, darunter der Landtagsabgeordnete Arthur von Bodenhausen und der spätere Generalmajor Arthur von Bodenhausen.

### Karriere

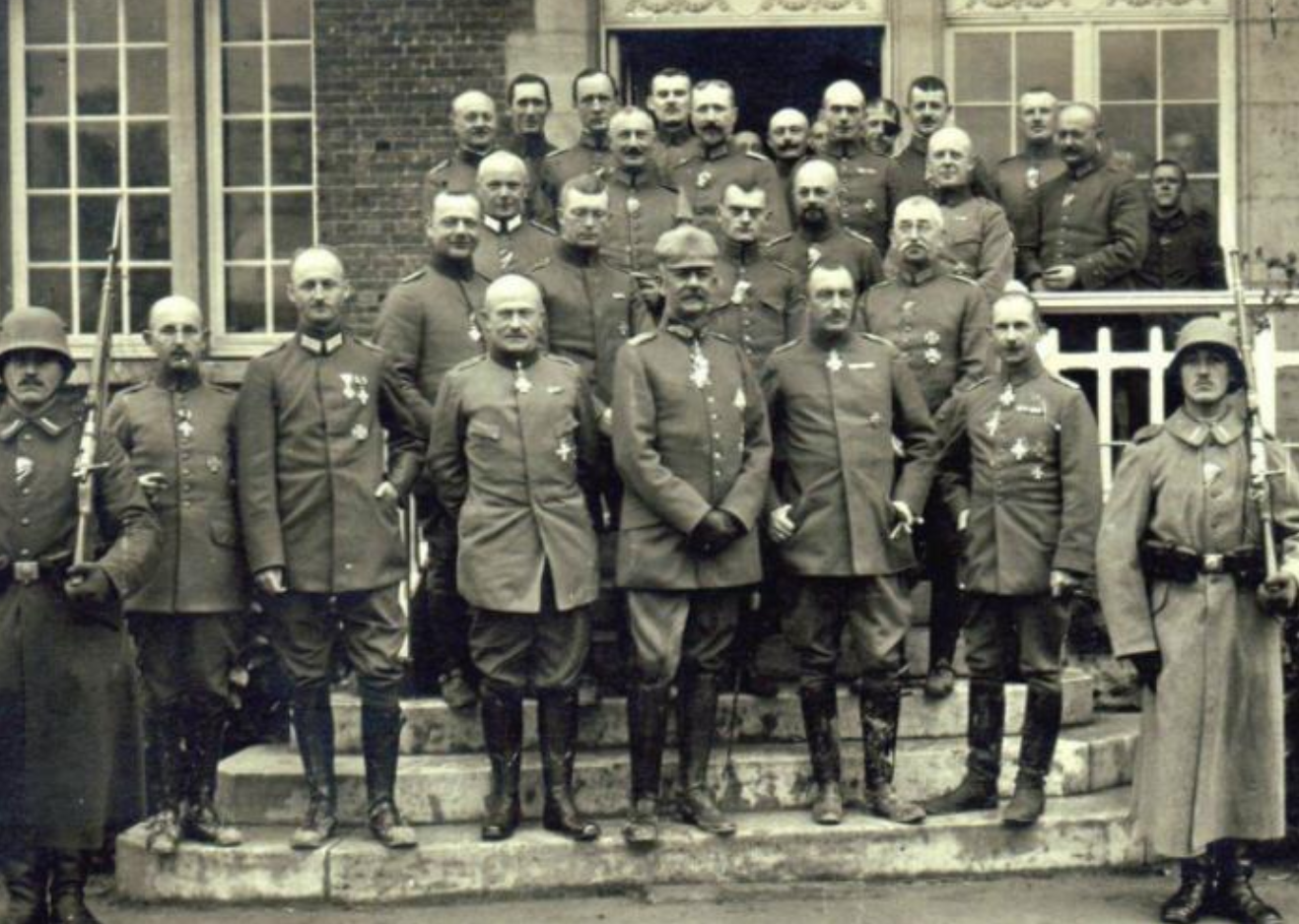
Georg von Gersdorff und Offiziere seiner Division, Gustav von Bodenhausen (2. v. r.)

Gustav von Bodenhausen wurde am 17. Dezember 1885 zum Fähnrich beim 2. Grenadier-Regiment Nr. 101 „Kaiser Wilhelm, König von Preußen“ unter Oberst Gottlob von Hodenberg der sächsischen Armee ernannt. Am 19. Januar 1887 avancierte er im Regiment zum Leutnant und durchlief in den folgenden Jahren eine typische militärische Laufbahn. Er wurde am 18. September 1893 zum Oberleutnant und am 29. März 1900 zum Hauptmann und Kompaniechef beim Verband.
Am 21. Februar 1910 erfolgte seine Beförderung zum Major und etatsmäßigem Stabsoffizier beim 8. Infanterie-Regiment „Prinz Johann Georg“ Nr. 107. 1913 wurde er zum Bataillonskommandeur des III. Bataillons im Regiment ernannt und rückte nach Ausbruch des Ersten Weltkrieges mit diesem Verband an die Front. Mit seinem Bataillon wurde er an der Westfront verwendet und nahm u. a. an der Schlacht an der Marne im September 1914 teil. Am 11. Mai 1915 wurde sein Bataillon der 5. Königlich Bayerischen Reserve-Division, sowie nachfolgend der 28. Division unterstellt. Bei der französischen Gemeinde Souchez konnte er sich deutlich auszeichnen und wurde deshalb am 11. Juni 1915 mit dem Ritterkreuz des Militär-St.-Heinrichs-Ordens ausgezeichnet. Nachfolgend übernahm er am 16. Juli 1915 als Oberstleutnant das Regiment Nr. 107 innerhalb der 58. Infanterie-Division und führte dieses bei den Abwehrkämpfen an der Somme. Innerhalb dieser Kampfhandlungen konnte sich von Bodenhausen bei Ancre auszeichnen und mehrere englische Angriffe abwehren. Für diese Verdienste wurde er am 8. Dezember 1916 mit dem Kommandeurkreuz II. Klasse des Militär-St.-Heinrichs-Ordens ausgezeichnet. Er kommandierte das Regiment bis zum 28. August 1918 und übernahm nachfolgend die 47. Ersatz-Brigade im Kurland.
Nach seinem Abschied aus dem Militärdienst wurde er Fideikommissherr auf Wüstung-Bodenhausen und Niedergandern. Nach seinem Tod wurde er auf Niedergandern beigesetzt.

### Familie
Gustav von Bodenhausen war seit dem 27. Mai 1893 mit Luise Freiin von Bodenhausen verheiratet. Aus der Ehe entstanden mindestens drei Söhne, nämlich Bodo-Wilke (1894–1976), Gustav (* 1896, Oberst der Wehrmacht) und Arthur (* 1902).